# Matica slovenská

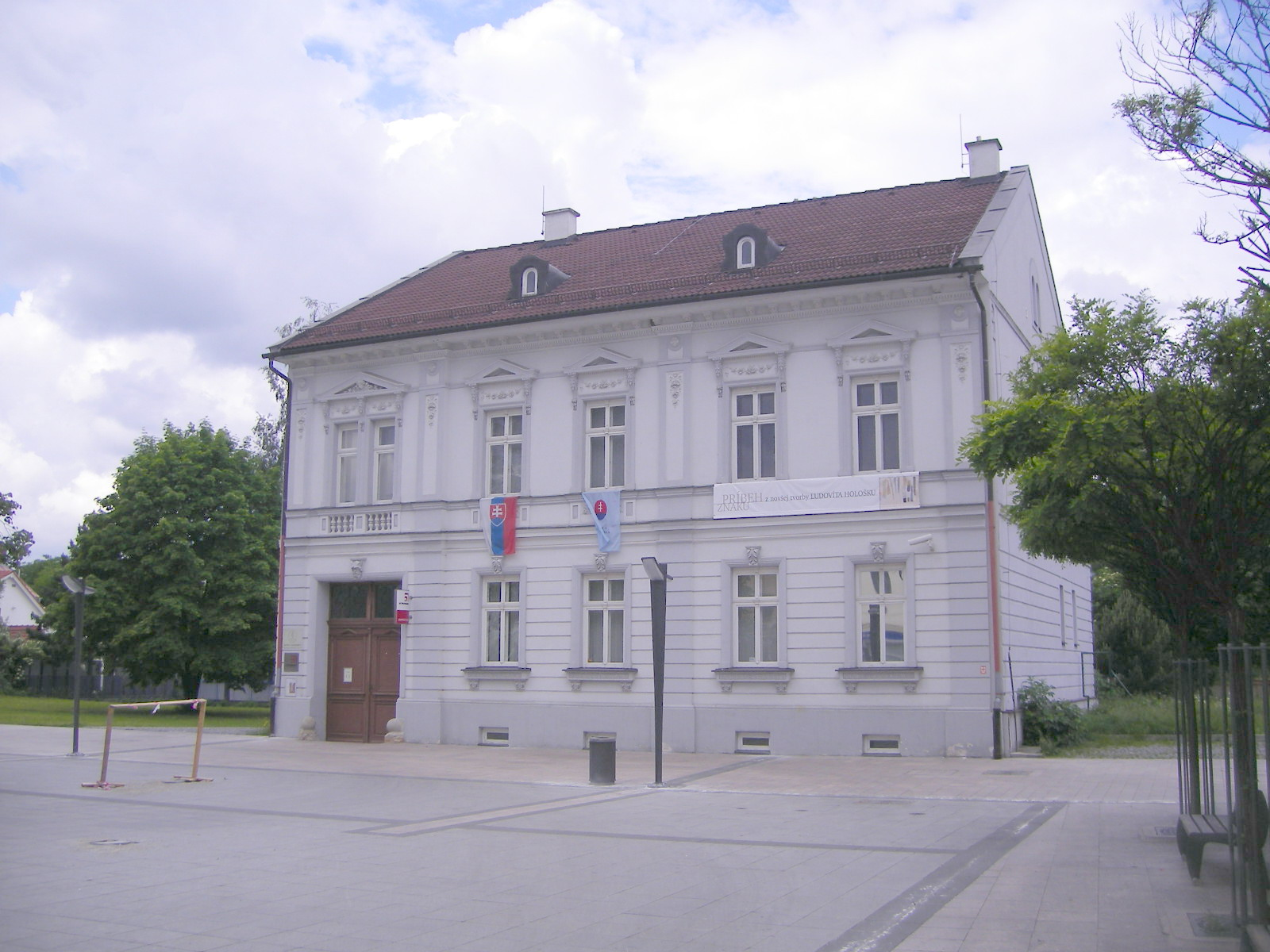
Il primo edificio della Matica slovenská a Martin.

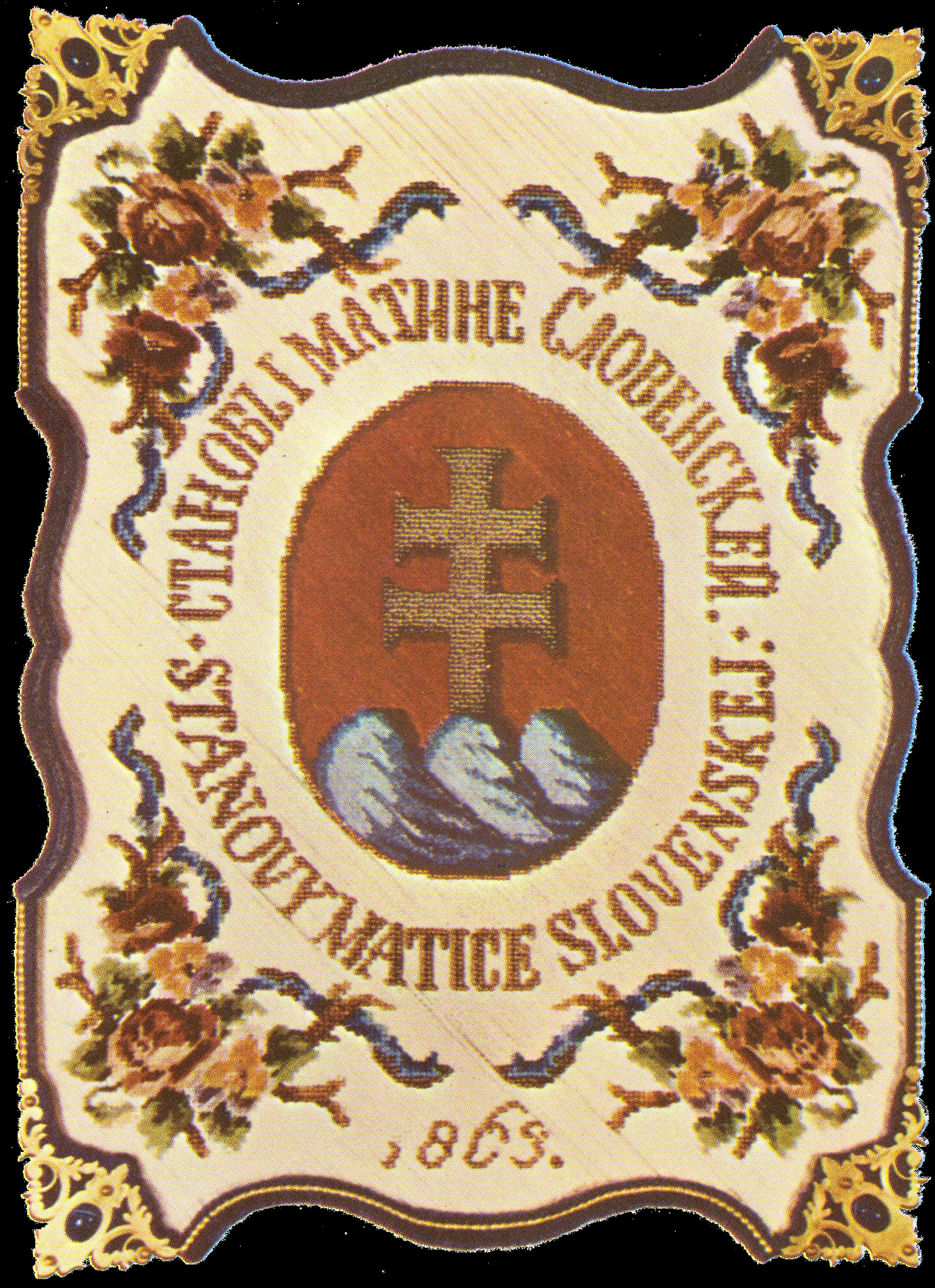
Stendardo della Matica slovenská (1863).

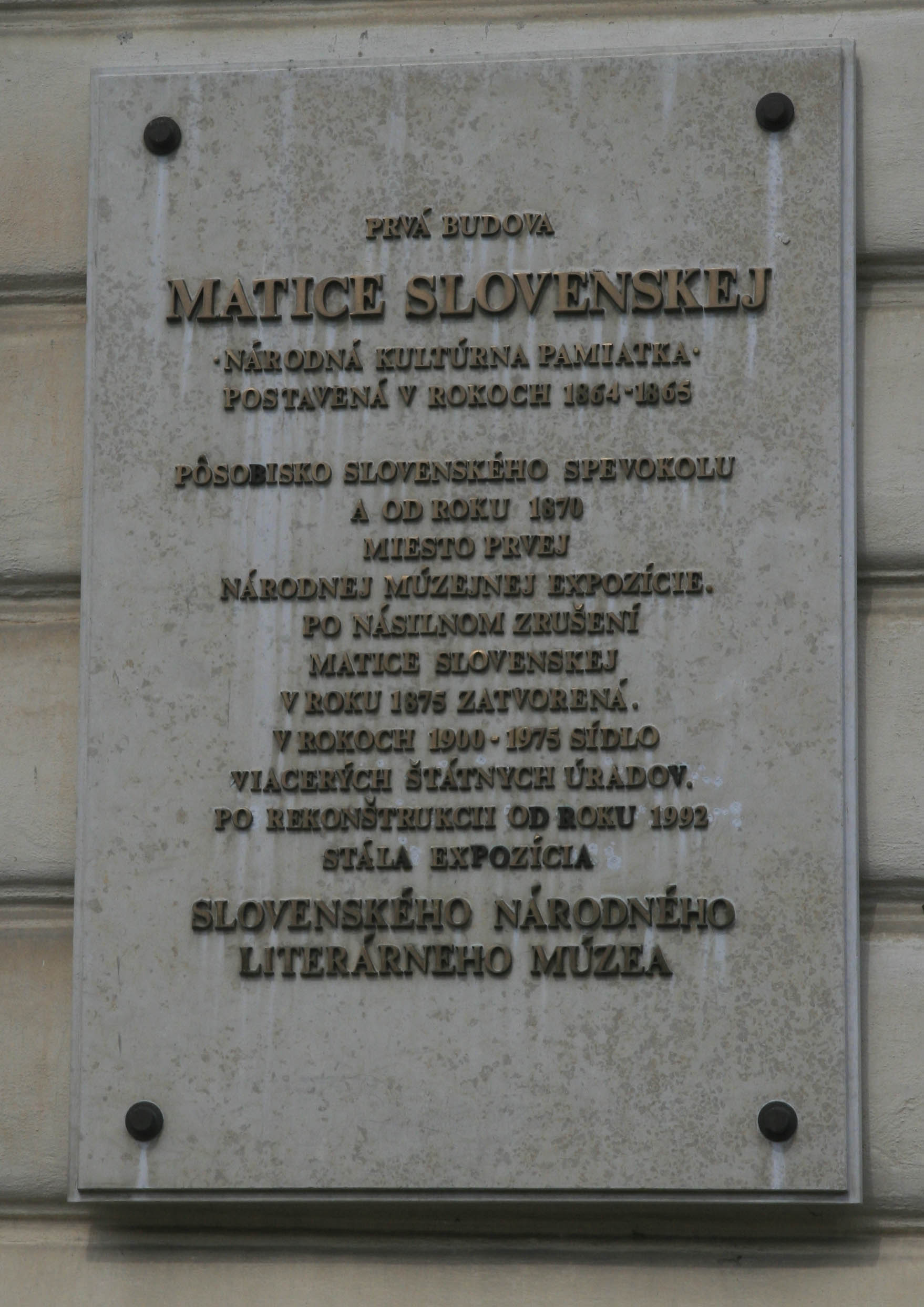
Targa commemorativa posta sul primo edificio della Matica.

La Matica slovenská (pronuncia: [ˈmɑcit͡sɑ ˈslɔʋɛnskaː]) è un'istituzione culturale e scientifica slovacca che concentra il suo interesse su tematiche correlate alla nazione slovacca. Ha sede nella città di Martin.
Il nome Matica slovenská può essere tradotto all'incirca con "Matrice slovacca".
L'anniversario della fondazione della Matica slovenská (4 agosto 1863) è un giorno di memoria nazionale, chiamato Deň Matice Slovenskej ("Giorno della Matica slovenská")
Prima dell'istituzione dell'Accademia slovacca delle scienze, la Matica ebbe la funzione di suprema istituzione scientifica, ma originariamente il ruolo della Matica era ancora più vasto e si estendeva non solo a tutti gli aspetti culturali, ma anche a quelli nazionali. È oggi regolata da una legge della Repubblica Slovacca del 1997. Nel 1994 la Matica aveva circa 450 circoli locali e 60 000 membri.
Nel 2024 contava 505 sezioni locali, 15 sezioni scientifiche e 240 gruppi folcloristici. Dal 2017 il presidente di Matica slovenská è l'avvocato Marián Gešper.

## Storia

### La primaMatica(1863 - 1875)
La fondazione della Matica fu ispirata dalla fondazione di analoghe istituzioni in Serbia (Matica srpska fondata nel 1826) e nel Paese Ceco (Matice česká fondata nel 1831). La Matica slovenská trovò radici nell'associazione Tatrín fondata a Liptovský Mikuláš nel 1844 dai tre grandi del Risorgimento slovacco: Ľudovít Štúr, Jozef Miloslav Hurban e Michal Miloslav Hodža, che ne divenne il primo presidente. L'associazione Tatrín fu sciolta nel 1848.
La Slovacchia era allora soggetta al Regno d'Ungheria, che a sua volta era parte dell'Impero austro-ungarico. Fu l'imperatore Francesco Giuseppe che – facendo seguito alle petizioni del 1861 contenute nel Memorandum della nazione slovacca (Memorandum národa slovenského) - concesse agli Slovacchi di fondare un'istituzione culturale nazionale, "un'unione di amatori della vita e della nazione slovacche". La Matica slovenská fu fondata il 4 agosto 1863 in un'adunata di circa 5000 patrioti slovacchi riuniti a Turčiansky Svätý Martin (oggi Martin). La Matica aveva sede nella stessa città ed era finanziata esclusivamente con donazioni di slovacchi e dell'Imperatore. Il primo presidente fu Štefan Moyzes, vescovo di Banská Bystrica, e vicepresidenti furono Karol Kuzmány, Ján Országh e Ján Francisci-Rimavský. Ciò dimostra l'accordo sostanziale fra cattolici e luterani sulla questione nazionale: infatti Štefan Moyzes e Ján Országh appartenevano al clero cattolico, mentre Karol Kuzmány e Ján Francisci-Rimavský erano dignitari luterani.
Nel 1873 la Matica aveva circa 1 300 membri, molti dei quali erano istituzioni come comuni, biblioteche, scuole ed associazioni.
La Matica slovenská aveva membri in ogni parte della Slovacchia e fu realmente, come si prefiggeva, rappresentanza e simbolo dell'indipendenza slovacca. Fin dall'inizio, alla Matica fu proibito di occuparsi di attività politiche e di stabilire filiali sul territorio. Nondimeno, i sostenitori della Matica erano diffusi in molte città e villaggi.
La Matica fu impegnata soprattutto nel coordinamento di attività culturali: biblioteche, archivi e musei. Sviluppò anche un vasto programma educativo per il pubblico, pubblicò manuali pratici, calendari, antologie e monografie scientifiche e diede impulso al teatro popolare e alla canzone. Sostenne anche attività di ricerca, raccogliendo gli articoli scientifici nella prima rivista scientifica slovacca  Letopis Matice slovenskej ("Annali della Matica slovenská"). Fondò la prima biblioteca nazionale e nel 1870 inaugurò a Martin il Museo nazionale slovacco, che era una sezione della stessa Matica. L'istituzione di dipartimenti scientifici (linguistica, giurisprudenza e storia, filosofia, matematica eccetera) era in preparazione nel 1871, ma non poté essere adottata prima del 1875. Gradualmente, la Matica acquisì il ruolo di centro organizzativo della vita nazionale degli Slovacchi e agì come sostituto di quelle istituzioni politiche nazionali che erano proibite nel Regno d'Ungheria, che perseguiva una politica di forte magiarizzazione.
Il 6 aprile 1875 il ministro ungherese degli Interni Kálmán Tisza abolì la Matica per decreto e ne confiscò le proprietà (derivanti esclusivamente da donazioni) incamerandole nel patrimonio dello Stato. Le motivazioni ufficiali addotte erano che la Matica fosse "contro il governo" e "antipatriottica" – dichiarazioni per cui non vi era la benché minima prova. Le proprietà confiscate andarono a rinforzare il processo di magiarizzazione (ad esempio mediante la fondazione dell'organizzazione magiara FMKE). Interpellato da un membro serbo della Dieta (nella Dieta non c'erano allora deputati slovacchi) che gli chiese perché le proprietà della Matica non fossero restituite agli Slovacchi, Kálmán Tisza rispose che non conosceva una nazione slovacca.

### La secondaMatica(dal 1919)
La Matica slovenská non poté riprendere le attività fino alla caduta del Regno d'Ungheria e alla nascita della Cecoslovacchia nel 1918, quando migliorarono le condizioni per una vita nazionale slovacca. Il 5 agosto 1919 fu ristabilita alla presenza del presidente della Repubblica Tomáš Masaryk. La Matica slovenská ebbe un ruolo importante nel successivo sviluppo della cultura e dell'istruzione in Slovacchia. Fu sostenuta da una larga adesione popolare (nel 1950 aveva 1 125 filiali con più di 100 000 membri). Gli uffici dell'istituzione furono costruiti gradualmente.
Dal punto di vista linguistico la Matica ebbe un ruolo importantissimo: reagì al tentativo di introdurre cechismi nella lingua slovacca perpetrato con la prima edizione praghese delle Pravidlá slovenského pravopisu, un dizionario ortografico. Attraverso la rivista Slovenská reč ("Lingua slovacca"), pubblicata dal 1932, sostenne una convenzione puristica, che sarà sancita nella seconda edizione delle Pravidlá slovenského pravopisu (1940).
Le filiali locali diffuse in tutta la Slovacchia si occupavano soprattutto nella promozione della pubblica istruzione e di attività culturali, fra le quali lo sviluppo del teatro amatoriale. La Matica fondò e gestì una delle più importanti case editrici slovacche, Neografia, che pubblicava riviste scientifiche, opere di letteratura, opere di autori slovacchi classici e contemporanei, traduzioni di opere letterarie in altre lingue e sostenne soprattutto la pubblicazione di letteratura per ragazzi. La Matica raccolse anche una collezione di stampe, manoscritti e immagini correlate allo sviluppo della cultura nazionale slovacca, che costituì poi la base della Biblioteca nazionale slovacca. Si articolò in diverse sezioni di ricerca (storia, letteratura, linguistica, etnografia, filosofia, sociologia, psicologia, eccetera), che pubblicavano ciascuna collane di libri e riviste. Prima dell'istituzione dell'Accademia slovacca delle scienze, la Matica era anche l'autorità regolatrice della lingua slovacca.
L'avvento di un regime comunista nel 1948 minacciò inizialmente l'esistenza della Matica slovenská, poiché l'ideologia comunista, la politica e i principii della cultura socialista erano in contrasto con i principii sui quali la Matica slovenská era stata fondata e un regime totalitario tollerava a fatica istituzioni indipendenti. Le filiali locali furono sciolte, mentre le sezioni di ricerca, le riviste e le attività di casa editrice furono gradualmente trasferite ad altre istituzioni o semplicemente soppresse. In seguito ad una legge del 1954 del Consiglio nazionale slovacco, la Matica slovenská fu ridotta alla gestione della Biblioteca nazionale slovacca e dell'Istituto biografico, con un ruolo limitato nei campi delle biblioteche, della bibliografia e degli archivi. La Matica fu posta sotto il controllo politico e ideologico del partito comunista e degli organismi statali. Molti dirigenti furono perseguitati, discriminati o deposti. Ad ogni modo i Comunisti non riuscirono a sradicare le tradizioni e lo spirito della Matica. Questi si manifestarono nel 1963 in occasione del centenario della fondazione della Matica slovenská e culminarono nel 1968-1969 (il periodo della primavera di Praga), quando la Matica tornò ad avere un ruolo importante nella cultura e nella politica. Una legge del Consiglio nazionale slovacco ripristinò le filiali locali, fu assunto nuovo personale e si gettarono le fondazioni per un nuovo edificio moderno. Tuttavia, dopo la sconfitta del movimento riformista nel 1969, la normalizzazione imposta dal regime cancellò il tentativo di rinnovare la Matica slovenská.
Il crollo del comunismo nel novembre del 1989 portò con sé un nuovo ambiente più favorevole allo sviluppo della Matica slovenská e restituì al pubblico il diritto di associarsi alla Matica. Nel 1993 la Matica siglò un accordo con il Primo ministro Vladimír Mečiar. In cambio del sostegno politico della Matica per il suo partito Movimento per una Slovacchia Democratica (HZDS), cedette alla Matica la casa editrice Neografia al prezzo simbolico di 1 corona, contro un valore stimato di 600 milioni di corone.
La Matica sostenne l'approvazione dell'ultraconservatrice legge sulle lingue e la Dichiarazione d'indipendenza della Repubblica Slovacca del 1992, senza interpellare il popolo slovacco. La Matica slovenská prese posizione anche contro l'ingresso della Slovacchia nell'Unione europea e nella NATO.
La Matica slovenská promosse anche la costituzione nel 1992 di un fondo attraverso donazioni di beni e denaro chiamato "Tesoro nazionale", allo scopo di finanziare le attività della stessa Matica. Nel febbraio del 2005 il valore del "Tesoro nazionale" ammontava a 40 milioni di corone slovacche (pari a circa 1,1 milioni di euro dell'epoca).

## Istituzioni
La Matica slovenská comprende le seguenti istituzioni:
- Archivi della Matica slovenská;
- Comitato di controllo scientifico;
- Sede per i membri;
- Sede informativa;
- Unità economico-finanziaria;
- Museo del territorio;
- Ufficio per il prestito di costumi storici e folcloristici;
- Redazione di Slovenské Národné Noviny;
- Redazione di Slovenské pohľady;
- Segreteria del presidente della Matica slovenská;
- Segreteria dell'amministratore della Matica slovenská;
- Istituto di storia slovacca;
- Istituto di letteratura slovacca;
- Centro per le relazioni delle nazionalità;
- Casa editrice della Matica slovenská;
- Unità tecnica e degli investimenti.

## Presidenti
- Štefan Moyzes (1863-1869)
- Jozef Kozáček (1870-1875)
- Matúš Dula (1919-1926)

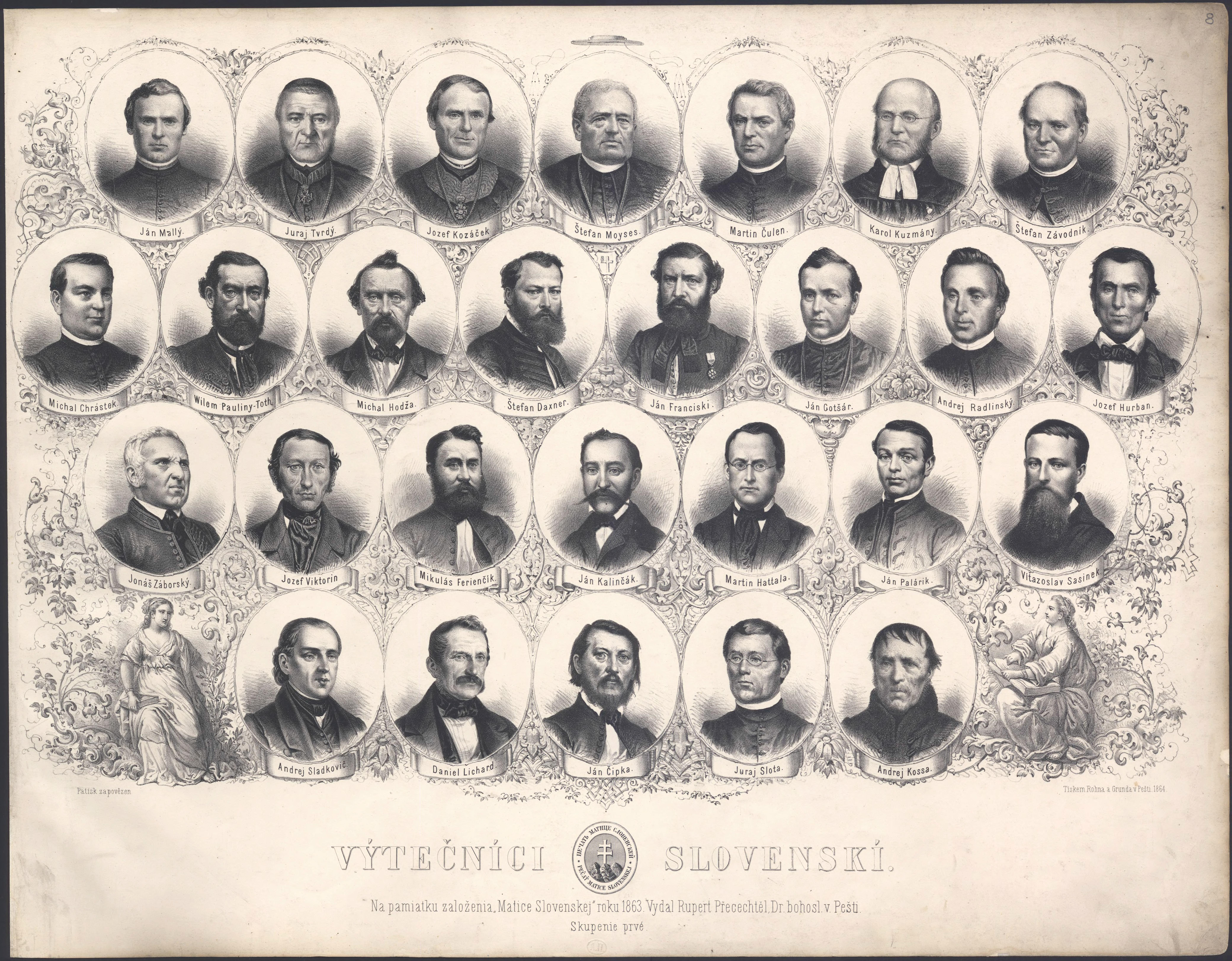
I più importanti fondatori effettivi della Matica slovenská: nella fila in alto Ján Mallý, Juraj Tvrdý, Jozef Kozáček, Štefan Moyzes, Martin Čulen, Karol Kuzmány, Štefan Závodník; nella seconda fila Michal Chrástek, Viliam Pauliny-Tóth, Michal Miloslav Hodža, Štefan Marko Daxner, Ján Francisci-Rimavský, Ján Gotčár, Andrej Ľudovít Radlinský, Jozef Miloslav Hurban; nella terza fila Jonáš Záborský, Jozef Karol Viktorin, Mikuláš Štefan Ferienčík, Ján Kalinčiak, Martin Hattala, Ján Palárik, František Víťazoslav Sasinek; nella fila in basso Andrej Sládkovič, Daniel Lichard, Ján Čipka, Juraj Slota, Andrej Koša.

- Pavol Országh-Hviezdoslav  (1919-1921)
- František Richard Osvald (1919-1926)
- Vavro Šrobár (1919-1950)
- Juraj Janoška (1922-1930)
- Marián Blaha (1926-1943)
- Ján Vanovič (1931-1939)
- Jozef Országh (1931-1949)
- Jur Hronec (1945-1954)
- Laco Novomeský (1945-1950; 1968-1973; 1974-1976 presidente onorario)
- Vladimír Mináč (1973-1990)
- Viliam Gruska (1990)
- Jozef Markuš (1990-2010)
- Marián Tkáč (2010-2017)
- Marián Gešper (2017-)